# PICAXE

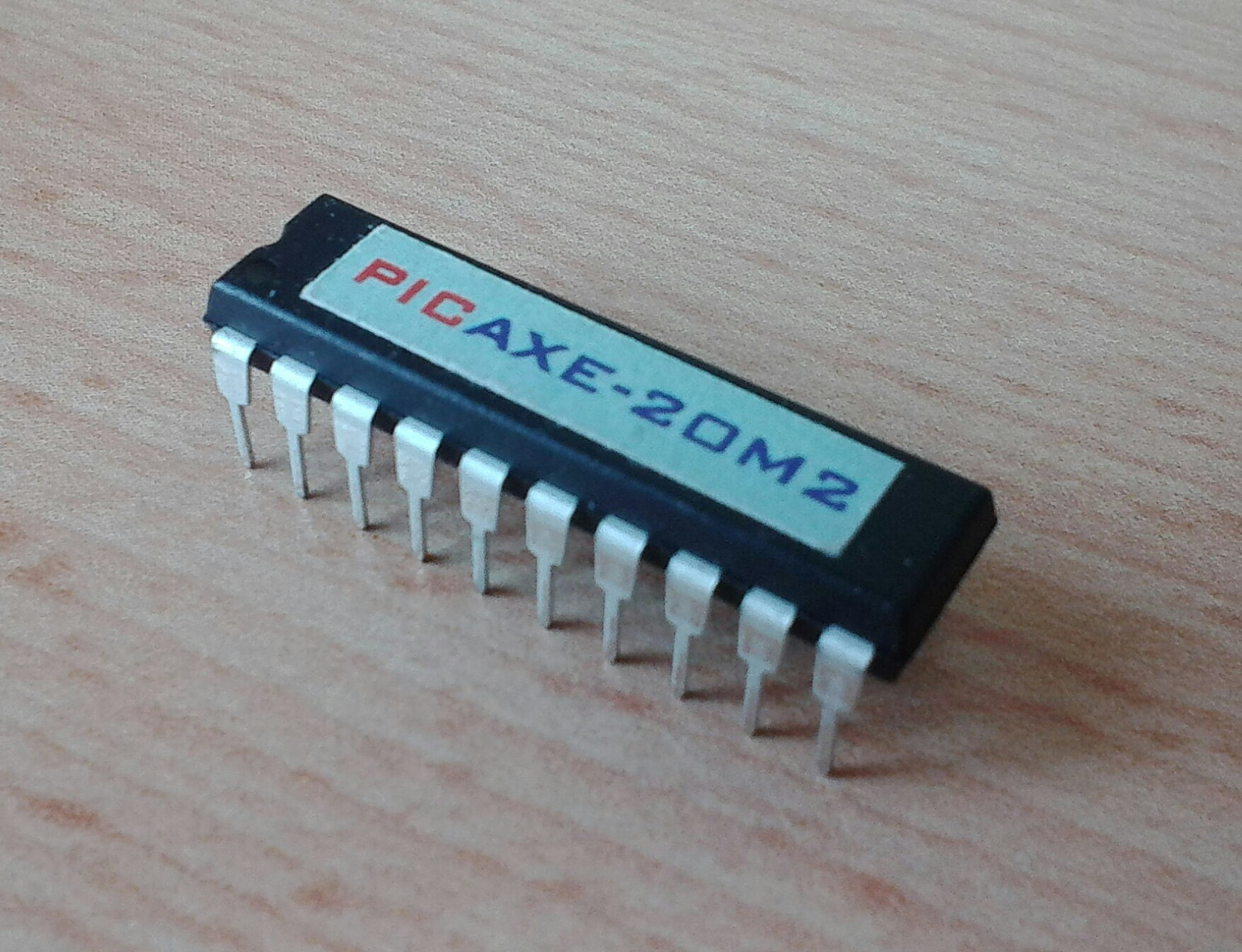
PICAXE 20M2.

Le terme  PICAXE désigne des microcontrôleurs de l'entreprise Microchip Technology auxquels est ajouté un logiciel d'amorçage, produit par l'entreprise Revolution Education comme Programming Editor (gratuit) et Logicator. D'autres progiciels compatibles "Picaxe" existent aussi sur le marché.
Initialement commercialisés pour un usage pédagogique ou pour les amateurs d'électronique, ils sont également utilisés dans les domaines commerciaux et techniques, y compris pour le développement de prototypage rapide. 
Ils permettent l'utilisation d'un langage proche du BASIC pour permettre aux utilisateurs de générer des programmes de manière simple et de les envoyer en utilisant une simple connexion RS-232 série ou USB.